# Melicope pteleifolia
Melicope pteleifolia är en vinruteväxtart som först beskrevs av John George Champion och George Bentham, och fick sitt nu gällande namn av Thomas Gordon Hartley. Melicope pteleifolia ingår i släktet Melicope och familjen vinruteväxter. Inga underarter finns listade i Catalogue of Life.